# Incilius bocourti
Incilius bocourti är en groddjursart som först beskrevs av Brocchi 1877.  Incilius bocourti ingår i släktet Incilius och familjen paddor. IUCN kategoriserar arten globalt som livskraftig. Inga underarter finns listade i Catalogue of Life.